# Ampére
Ampére ist ein brasilianisches Munizip im Südwesten des Bundesstaats Paraná. Es hat 19.620 Einwohner (2022), die sich Amperenser nennen. Seine Fläche beträgt 298 km². Es liegt 524 Meter über dem Meeresspiegel.

## Etymologie
Der wirkliche Ursprung des Namens ist bis heute unbekannt. Es gibt lediglich Hypothesen dazu. Einigen früheren Einwohnern zufolge soll der Name der Stadt auf eine Gruppe von Fischern aus den Nachbarorten zurückgehen, die in der Dunkelheit der Nacht plauderten: wenn wir an diesem Fluss einen Staudamm bauen würden, wie viel Ampere Strom hätten wir dann?

## Geschichte

### Besiedlung
Begeistert vom Reichtum des Landes kamen 1947 die ersten Pioniere in die Gegend des heutigen Ampére. Als erster Bewohner ist João Pociano de Almeida namentlich bekannt. Die Kolonisierung erfolgte zunächst durch Einwanderer aus Paraná, die aus Pato Branco und Francisco Beltrão kamen.
Intensiviert wurde die Besiedlung des Südwestens von Paraná nach der Gründung der Colônia Agrícola General Osório (CANGO) im Rahmen der von Getúlio Vargas entwickelten Besiedlungspolitik für den äußersten Westen Brasiliens, die als Marsch in den Westen bekannt wurde. Hauptakteure waren Nachkommen von Deutschen und Italienern, die aus den Bundesstaaten Rio Grande do Sul und Santa Catarina über die neugebaute Straße von Pato Branco nach Santo Antônio do Sudoeste kamen. Schon 1949 wurde im heutigen Stadtteil Santa Terezinha die erste Kapelle gebaut.

### Erhebung zum Munizip
Ampére wurde durch das Staatsgesetz Nr. 4348 vom 11. April 1961 aus Santo Antônio do Sudoeste und Capanema ausgegliedert und in den Rang eines Munizips erhoben. Es wurde am 28. November 1961 als Munizip installiert.

## Geografie

### Fläche und Lage
Ampére liegt auf dem Terceiro Planalto Paranaense (der Dritten oder Guarapuava-Hochebene von Paraná). Seine Fläche beträgt 298 km². Es liegt auf einer Höhe von 524 Metern.

### Vegetation
Das Biom von Ampére ist Mata Atlântica.

### Klima
Das Klima ist gemäßigt warm. Es werden hohe Niederschlagsmengen verzeichnet (1.961 mm pro Jahr). Im Jahresdurchschnitt liegt die Temperatur bei 20,4 °C. Die Klimaklassifikation nach Köppen und Geiger lautet Cfa.

### Gewässer
Ampére liegt im Einzugsgebiet des Iguaçu. Sein linker Nebenfluss Rio Capanema bildet die westliche Grenze des Munizip. Dessen rechter Nebenfluss Rio Quinze de Novembro fließt auf der südlichen Grenze des Munizips. Im Osten wird das Munizip vom linken Iguaçu-Nebenfluss Rio Cotegipe zusammen mit seinem linken Nebenfluss Rio Ligação begrenzt. Der namensgebende Rio Ampére fließt durch die Stadt selbst, durchquert das Munizip und mündet im Nordwesten des Munizipgebiets in den Rio Capanema.

### Straßen
Ampére ist über die PR-182 mit Manfrinópolis im Süden und Capitão Leônidas Marques im Norden verbunden. Über die PR-481 kommt man im Südwesten nach Santo Antônio do Sudoeste.

### Nachbarmunizipien
| Planalto                                | Realeza und Santa Izabel do Oeste           |                                                  |
| Pérola d'Oeste und Bela Vista da Caroba | Kompassrose, die auf Nachbargemeinden zeigt | Francisco Beltrão und Nova Esperança do Sudoeste |
| Santo Antônio do Sudoeste und Pranchita | Pinhal de São Bento                         | Manfrinópolis                                    |

## Stadtverwaltung
Bürgermeister: Disnei Luquini, PSDB (2021–2024)
Vizebürgermeister: Celso Saggiorato, MDB (2021–2024)

## Demografie

### Bevölkerungsentwicklung
| Jahr | Einwohner | Stadt | Land |
| ---- | --------- | ----- | ---- |
| 1970 | 13.246    | 18 %  | 82 % |
| 1980 | 15.628    | 32 %  | 68 % |
| 1991 | 13.213    | 46 %  | 54 % |
| 2000 | 15.623    | 67 %  | 33 % |
| 2010 | 17.308    | 77 %  | 23 % |
| 2022 | 19.620    |       |      |

Quelle: IBGE (2011) und Volkszählung 2022

### Ethnische Zusammensetzung
| Gruppe * | 1991    | 2000    | 2010    | wer sich als …                                                                   |
| --- | ------- | ------- | ------- | -------------------------------------------------------------------------------- |
| Weiße | 81,3 %  | 80,1 %  | 80,1 %  | weiß bezeichnet                                                                  |
| Schwarze | 5,2 %   | 6,0 %   | 1,8 %   | schwarz bezeichnet                                                               |
| Gelbe | 0,0 %   | 0,4 %   | 0,6 %   | von fernöstlicher Herkunft wie japanisch, chinesisch, koreanisch etc. bezeichnet |
| Braune | 13,5 %  | 12,7 %  | 17,5 %  | braun oder als Mischung aus mehreren Gruppen bezeichnet                          |
| Indigene | 0,0 %   | 0,1 %   | 0,0 %   | Ureinwohner oder Indio bezeichnet                                                |
| ohne Angabe | 0,0 %   | 0,7 %   | 0,0 %   |                                                                                  |
| Gesamt | 100,0 % | 100,0 % | 100,0 % |                                                                                  |
| *) Das IBGE verwendet für Volkszählungen ausschließlich diese fünf Gruppen. Es verzichtet bewusst auf Erläuterungen. Die Zugehörigkeit wird vom Einwohner selbst festgelegt. |         |         |         |                                                                                  |

Quelle: IBGE (Stand: 1991, 2000 und 2010)

## Wirtschaft

### Landwirtschaft
Die Gemeinde zeichnet sich durch ihre Dynamik und wirtschaftliche Vielfalt aus. Im ländlichen Bereich stellen mehrere Gemeinschaften von Kleinerzeugern über 30 verschiedene Produkte her. Dazu gehören vor allem Sojabohnen, Mais und Weizen. Im Bereich der Tierzucht liegt der Schwerpunkt auf der Haltung von Geflügel, Milch- und Mastvieh.

### Handel und Gewerbe
Der städtische Teil besteht aus einem Netz aus Produktion, Vertrieb, Handel und sehr vielfältigen Dienstleistungen. Die Industrie gewinnt in der Stadt an Bedeutung. Sie beschäftigt eine große Anzahl von Arbeitnehmern und trägt dazu bei, dass Ampére als Industriestadt im Südwesten Paranás und sogar auf Staats- und Bundesebene anerkannt wird.

### Kennzahlen
Mit einem Bruttoinlandsprodukt pro Einwohner von 31.119,18 R$ bzw. rund 6.900 € lag Ampére 2019 auf dem 164. Platz der 399 Munizipien Paranás.
Sein hoher Index der menschlichen Entwicklung von 0,709 (2010) setzte es auf den 184. Platz der paranaischen Munizipien.